# Crni patuljasti som
Crni patuljasti som (lat. Ameiurus melas) predstavnik je porodice Ictaluridae u okviru reda Siluriformes.

## Opis
Odlikuje ga robusna, široka glava sa pigmentisanim barbelama. Boja zavisi od uslova staništa i kreće se od tamno smeđe sa dorzalne i od bele do žute sa ventralne strane.Peraja imaju crn pigmentaciju, repno peraje je zaobljeno i javlaj se bleda vertikalna traka na njegovoj osnovi. Obično teži manje od 400 g, povremeno se približava 1 kg. Dostižu dužinu od 254-318 mm, iako su viđani primerci dužine 457 mm. Dužina života je 2-3 godine.

## Rasprostranjenje i stanište
Autohotno živi u Severnoj Americi. U Evropu je introdukovana za potrebe akvakulture i rekreativnog ribolova. Prvi put je zabeležena u Francuskoj još 1871, nakon toga u Velikoj Britaniji 1885.godine. Danas je rasprostranjen u većem delu Evrope. Širenje areala ove vrste u Evropi može biti rezultat slučajnog ili ilegalnog uvođenja kao i prirodne migracije između zemalja kroz vodene tokove. Zakon je u Francuskoj okarakterisao ovu vrstu kao „vrstu koja može izazvati biološku neravnotežu“, i kao takva je strogim pravilima zabranjena za introdukciju.

## Biologija i ponašanje
Crni patuljasti som svoj plen traži noću. Mladi konzumiraju nezrele insekte i pijavice, dok se odrasli hrane školjkama, puževima, sitnijim ribama i biljkama. Podižu nivo zamućenja i zbog toga imaju negativan uticaj na druge vrste. 
U svom autohtonom staništu razmožavaju se od kraja aprila do početka juna, kada je temperatura vode od 20-21 stepen celzijusa. Ženka pravi gnezdo u mekoj muljevitoj podlozi i polaže 2000-3800 jaja. Nakon mresta jaja se izlegu za 4-10 dana. Mlađ se slobodno kupa u blizini odraslih oko dve nedelje i tokom ovog perioda dostižu dužinu 25mm. Prosečan rast iznosi 170mm u prvoj godini, 240mm u drugoj, 290 u trećoj, 320 mm u četvrtoj i u petoj makimalno do 350mm. Polnu zrelost dostižu sa oko 160mm. Zbog gustine populacije u priorodnim ekosistemima ne dostižu maksimalnu veličinu sto smanjuje atraktivnost među ribolovcima.

## Spoljašnje veze
- „Ameiurus melas”. Integrated Taxonomic Information System. Приступљено 18. 4. 2006.
- Froese, Rainer; Pauly, Daniel; ур. (2005). Ameiurus melas” на -у. [верзија на датум: November 2005]
- Black bullhead at Minnesota Department of Natural Resources